# Khallikot
Khallikot är en ort i Indien.   Den ligger i distriktet Ganjām och delstaten Odisha, i den östra delen av landet, 1 300 km sydost om huvudstaden New Delhi. Khallikot ligger 56 meter över havet och antalet invånare är 11 698.
Terrängen runt Khallikot är huvudsakligen platt, men den allra närmaste omgivningen är kuperad. Terrängen runt Khallikot sluttar österut. Runt Khallikot är det tätbefolkat, med 319 invånare per kvadratkilometer. Närmaste större samhälle är Kodala, 15,3 km väster om Khallikot.